# Solange Podell
Solange Podell, née Claude Solange Demarcq le 1er juin 1927 à Paris et morte le 3 mars 2020 à Monaco, est une photographe française. Elle est danseuse, chanteuse, comédienne avant de se reconvertir dans la photographie.
Après avoir travaillé de nombreuses années à New York, c'est à Monaco qu'elle s'établit. Elle y est photographe officielle pour la Principauté.

## Biographie
Solange Podell est née à Paris en 1927. Elle se destine très jeune à la danse, et s'initie à l'école de danse du théâtre du Chatelet. Elle danse dans quelques ballets, dont Le Tour du Monde en 80 jours et  Michel Strogoff. Elle effectue sa première danse en solo à l'âge de 13 ans à Ris Orangis dans un spectacle avec Maurice Chevalier. Elle apprend les danses hindoue avec Nyota Inyoka, hongroise avec Madika, nature avec la chorégraphe Lisa Duncan, claquettes avec Jacques Bense champion du monde , acrobatie avec Achille Zavatta. Encore adolescente, elle est engagée comme danseuse dans la troupe des Bluebell Girls dirigée par Margaret Kelly, et se produit au Gaumont-Palace et aux Folies-Bergère. Elle se produit également dans divers grands cabarets parisiens (Théâtre de l'Empire, l'Alhambra, Bobino, le Bataclan, la Salle Pleyel) et en province, y compris durant l'Occupation.
En plus de la danse et du chant, c'est vers le théâtre que Solange Podell se tourne. Dans le cadre de ses Études des Arts de la Scène au Centre du Spectacle qui deviendra plus tard l'École de la rue Blanche, elle étudie la comédie. Ses professeurs sont Louis Jouvet, Pierre Dux, Jean Debucourt, et Jean Meyer tous de la Comédie Française. Elle prend également des cours de chant avec Andrée Marillet de l'Opéra de Paris. Solange Podell débute au cinéma avec des petits rôles de serveuse ou de danseuse, dans des classiques comme Quai des Orfèvres ou Pétrus de Marc Allégret. Elle part ensuite pour Los Angeles. Ne réussissant pas à décrocher de rôles, elle quitte Hollywood en se faisant engager dans la troupe itinérante du spectacle Hellzapoppin avec les comiques Olsen et Johnson. Ainsi, elle traverse les États-Unis à l'âge de vingt ans avec pour but de partir à la conquête de New York.
Elle se fait engager comme danseuse au Roxy Theater et fait partie des Roxyette Girls. Elle se produit également dans quelques spectacles à Broadway. Elle travaille notamment pour la chaine de télévision CBS.
Autant de contextes dans lesquels elle croise Salvador Dali, Andy Warhol et bien d'autres... Elle deviendra une amie proche de Marlon Brando durant leurs études de théâtre. Elle enseigne ensuite le stage movement au Canada où elle participe à la création du Domino Theater qui gagna un prix au Strattford Shakespeare Canadian Festival. Elle joue à cette époque dans Huis clos de Jean-Paul Sartre. À Cuba, elle est témoin de la révolution cubaine le 1er janvier 1959.
Elle arrête rapidement sa carrière pour devenir photographe au milieu des années 1960. Elle est photographe sur le plateau à Cinecitta, à Rome, puis photo reporter, à  New York. La princesse Grace fait appel à elle pour qu'elle devienne la photographe officielle de l'Office du Tourisme de la Principauté de Monaco,. Elle connait une certaine notoriété par ses portraits de stars 
En 2023, une lettre restée confidentielle est vendue aux enchères et révèle une partie de sa vie jusqu'ici restée confidentielle. La nouvelle d'une liaison avec l'acteur Marlon Brando fait le tour du monde (auctioned letter)

## Filmographie

### Cinéma
- Les Enfants du paradis de Marcel Carné (figurante)
- La Maison des sept jeunes filles d'Albert Valentin
- Antoine et Antoinette de Jacques Becker
- Quai des Orfèvres de Georges-Henri Clouzot
- Les jeux sont faits de Jean Delannoy et Jean-Paul Sartre
- Pétrus de Marc Allégret
- La Révoltée de Marcel L'Herbier

### Télévision
- Omnibus, CBS, New York (Brewsie and Willie)[11]
- Studio One, CBS, A Guest at the Embassy avec Leslie Nielsen dirigée par Elliot Silverstein